# Joseph-Marie Quérard
Pour les articles homonymes, voir Quérard.
Joseph-Marie Quérard, né le 6 nivôse an V (lundi 26 décembre 1796) à Rennes et mort le 1er décembre 1865 dans le 6e arrondissement de Paris, est un bibliographe français, surtout connu pour son ouvrage La France littéraire, en plusieurs volumes.

## Biographie
Fils d’un scieur de long, Quérard, après avoir reçu une éducation élémentaire dans une école rennaise, fut placé, dès 1807, à 11 ans, en apprentissage dans le commerce de la librairie chez un libraire rennais du nom de Duchesne. Monté à Paris, en 1812, il fut, de 1819 à 1824, envoyé pour affaires à l’étranger pour une importante maison de Vienne en Autriche à laquelle il était attaché. Ce fut là qu’il rassembla les matériaux des premiers tomes du premier travail bibliographique qui commença sa réputation, son grand œuvre, La France littéraire, traitant particulièrement des XVIIIe et XIXe siècles, inventaire de tout ce qui avait été imprimé en langue française depuis 1700, accompagnant les ouvrages importants de quelques détails. Quérard vint, seul, à bout de ce travail de bénédictins de dix volumes compacts, à deux colonnes, en quinze ans.
À peine avait-il écrit la dernière page de cet immense répertoire, que Quérard entreprit de couronner son œuvre en le continuant sur un plan plus vaste encore, avec la Littérature française contemporaine, mais ses éditeurs Didot obtinrent par jugement, en juin 1844, de lui en retirer la direction et la confier à Charles Louandre, Alfred Maury et Félix Bourquelot, à cause du développement excessif qu’y prenaient certaines notices biographiques : l’ouvrage devant avoir primitivement trois volumes, le second tome arrivait à peine à la moitié de la lettre B. Les articles de Quérard, qui reproduisait de longs extraits de journaux relatifs aux hommes et aux livres, fourmillaient de détails biographiques, mais donnaient à la France littéraire une extension qui devait la condamner à demeurer inachevée. La Littérature française contemporaine devint pour Quérard une source de tribulations : dépossédé de ses droits d’auteur, il passa quelques mois à la prison pour dettes et fut condamné à d’assez forts dommages et intérêts envers son libraire, ce dont il se vengea, par la suite, en ne laissant passer aucune occasion de signaler, avec une clairvoyance jalouse, les erreurs et les inexactitudes du travail de ses continuateurs.
Une subvention de gouvernement accordée par Guizot en 1830 et l’aide du bibliophile russe Serge Poltoratzky (en) lui permirent de mener à bien sa tâche avec l’ajout à la France littéraire de 3 volumes d’additions et de corrections qui, entrepris en 1854, n’ont pu arriver à la fin de l’alphabet, la mort l’ayant frappé alors que des épreuves attendaient encore le bon à tirer.
Quérard a également entrepris la rédaction des Supercheries littéraires, pour restituer son véritable auteur à chaque ouvrage anonyme ou pseudonyme. Prétendant également faire tomber les masques dont s’affublaient des écrivains qui métamorphosent leurs noms véritables et qui se décernent très souvent des titres de noblesse parfaitement apocryphes, il fit des révélations indiscrètes qui blessèrent bien des susceptibilités, mais où la curiosité des lecteurs trouva son compte. De tous les ouvrages de Quérard, c’est celui qui s’est le plus rapidement écoulé. Outre les Supercheries littéraires dévoilées, on lui doit également : Bibliographie La Menaisienne ; Dictionnaire des ouvrages-polyonymes et anonymes de la littérature française, 1700-1850 ; un tome supplémentaire à La France littéraire intitulé Écrivains pseudonymes.
Il caressait le projet d’une Encyclopédie du bibliothécaire, répertoire très étendu, dont il fit paraitre le prospectus, une dizaine d’années avant sa mort, et qui devait devenir le Manuel du travailleur. Il préparait également une bibliographie complète des Ana. Il voulait continuer la série des monographies bibliographiques qu’il avait ouverte par ses travaux sur Voltaire et sur Lamennais, et où devaient figurer George Sand, de Maistre, Victor Hugo, dans le genre de ses bibliographies relatives à Robespierre et à Marie-Antoinette, dans la suite de la France littéraire.

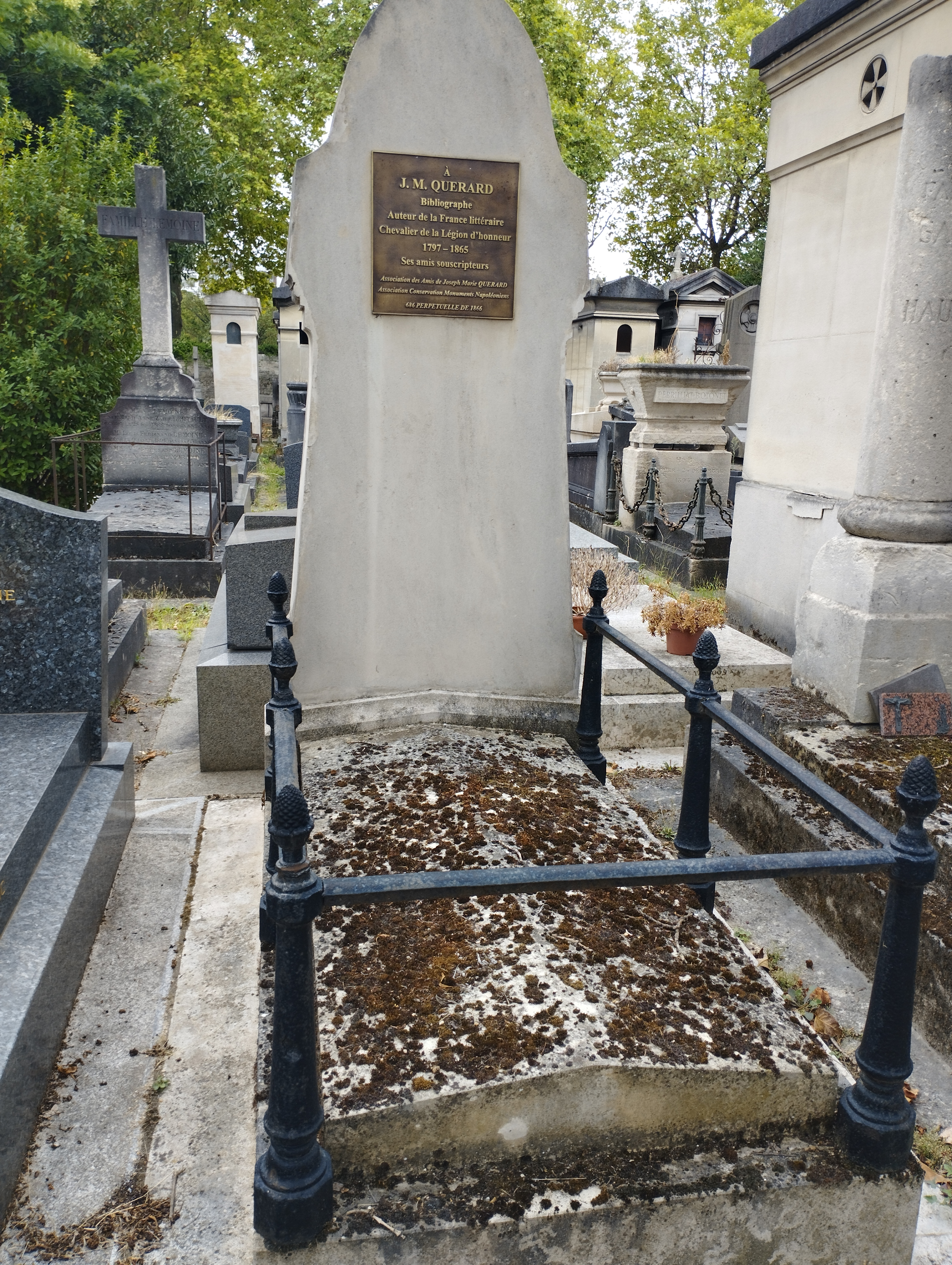
Tombe de Joseph-Marie Quérard au cimetière du Montparnasse (division 25).

Parmi les tentatives avortées de Quérard, on relève un recueil périodique, nommé de son nom, le Quérard, revue de bibliographie universelle, dont l’existence chancelante fut anéantie par un nouveau procès, sur les poursuites de M. de Saint-Albin. Il avait aussi fondé, sous les pseudonymes de « Marie-Jozon d’Erquar » et de « Photius », Le Bibliothécaire, revue satirique qui ne connut qu’un seul numéro.
Ses critiques, souvent acerbes et parfois dénuées de base réelle, avaient suscité bien des inimitiés à Quérard qui, s’il ne s’en affligeait pas, se vit exclu des postes administratifs. En dépit de ses demandes, il ne put obtenir de poste dans aucune bibliothèque publique, où personne mieux que lui n’était désigné pour entrer. N’ayant obtenu aucun poste, laissé à l’écart, celui qu’on a appelé « le martyr de la bibliographie », et dont Gustave Brunet a dit qu’il était « un des bibliographes les plus actifs, les plus dévoués que l’Europe ait jamais produits », obtint, toutefois, le 15 août 1865, peu de mois avant sa mort brutale du choléra, la décoration de la Légion d’honneur.
Il est inhumé au cimetière du Montparnasse (division 25).

## Sources
- Gustave Brunet, « Nécrologie Joseph-Marie Quérard », Le Bibliophile belge, Bruxelles, Fr.-J. Olivier, vol. 1,‎ 1867, p. 71-7 (lire en ligne, consulté le 24 novembre 2017).
- Gustave Vapereau, Dictionnaire universal des littératures, t. 2, Paris, Hachette et Cie, 1876, 2096 p. (lire en ligne), p. 1670.
- Gustave Vapereau, Dictionnaire universel des contemporains : contenant toutes les personnes notables de la France et des pays étrangers, Paris, Hachette, 1870, 4e éd., 1888 p. (lire en ligne), p. 1490.